# Brian Vickery
Brian Campbell Vickery (New South Wales (Australië), 11 september 1918 – 17 oktober 2009) was een Brits informatiewetenschapper en classificatiedeskundige.
Vickery studeerde scheikunde tot 1941 in Universiteit van Oxford. Hij werkte enige jaren als scheikundige en later als bibliothecaris. Van 1973 tot 1983 was hij professor en directeur van de School of Library, Archive and Information Studies aan de University College London.